# Habronattus dossenus
Habronattus dossenus är en spindelart som beskrevs av Griswold 1987. Habronattus dossenus ingår i släktet Habronattus och familjen hoppspindlar. Inga underarter finns listade i Catalogue of Life.